# Naoko Kawakami
Naoko Kawakami (川上 直子, Kawakami Naoko, nascida em 16 de novembro de 1977, em Akashi) é uma futebolista japonesa que atua como meia. Desde então, ela tem sido comentarista esportivo.

## Carreira
Kawakami representou a Seleção Japonesa de Futebol Feminino, nas Olimpíadas de 2004. 